# Selección juvenil de rugby de Islas Turcas y Caicos
La selección juvenil de rugby de las Islas Turcas y Caicos es el equipo que representa al territorio británico de ultramar en las competiciones oficiales de rugby y es regulada por la Turks and Caicos Islands Rugby Football Union.

## Reseña histórica
Desde 2013, participa anualmente del torneo juvenil organizado por el Ente regional de América del Norte y el Caribe, la categoría del certamen es M19.

## Participación en copas

### Campeonato MundialM20
- No ha clasificado

### Trofeo MundialM20
- No ha clasificado

### RAN M19
- 2006 al 2012: No participó
- NACRA M19 2013: 2° puesto Trophy
- NACRA M19 2014: 3° puesto Trophy
- NACRA M19 2015: 2° puesto Copa de plata
- RAN M19 2016: 6° puesto
- RAN M19 2017: Semifinal Copa de plata
- RAN M19 2018: No participó
- RAN M19 2019: No participó